# TheSkyNet
TheSkyNet (stilizzato theSkyNet) è un progetto di ricerca astronomica che utilizza i computer connessi ad Internet di volontari per portare avanti ricerche di astronomia. È un'iniziativa dell'International Centre for Radio Astronomy Research (ICRAR), una joint-venture tra la Curtin University e la University of Western Australia. TheSkyNet attualmente ospita due progetti: Sourcefinder e POGS. 
Sourcefinder punta a testare e rifinire gli algoritmi di ricerca automatica delle sorgenti, in preparazione per la ricerca di radiogalassie, utilizzando lo Australian Square Kilometre Array Pathfinder e lo Square Kilometre Array. 
POGS usa la distribuzione spettrale di energia (Spectral Energy Distribution) per calcolare le caratteristiche di molte galassie utilizzando le immagini scattate dal telescopio ottico Pan-STARRS 1, sito nelle Hawaii. Il 23 settembre 2014 il responsabile del progetto ha annunciato che POGS stava per processare la 50.000-esima galassia.

## Storia
Il progetto TheSkyNet Sourcefinder è stato presentato pubblicamente il 13 settembre 2011, funzionante su una piattaforma Java e processando i dati utilizzando il nuovo software di calcolo distribuito Nereus.
Un anno dopo, mentre theSkyNet celebrava il suo primo compleanno, veniva svelato al pubblico theSkyNet POGS, primo progetto australiano funzionante sulla piattaforma di calcolo distribuito BOINC. L'acronimo POGS si riferisce ad un gioco nato negli anni '20 alle Hawaii, ed è un richiamo al fatto che il telescopio Pan-STARRS PS1 è sito sul monte Haleakala, Maui. Inoltre, "POGS" è un acronimo per "Pan-STARRS Optical Galaxy Survey".

## Obiettivi scientifici
Gli obiettivi di theSkyNet POGS sono di:
- combinare la copertura spettrale di GALEX, Pan-STARRS 1 e WISE per generare un atlante galattico su diverse lunghezze d'onda (ultra-violetto, ottico e vicino all'infrarosso) del vicino Universo.
- calcolare i parametri fisici di ciascuna galassia, includendo: tasso di formazione stellare, massa stellare della galassia, attenuazione della polvere e massa totale della polvere usando tecniche di distribuzione spettrale dell'energia pixel dopo pixel.

L'obiettivo di Sourcefinder è quello di migliorare l'algoritmo Duchamp Sourcefinding per un grande quantitativo di dati in preparazione della prossima generazione di radiotelescopi, come lo Australian Square Kilometre Array Pathfinder e lo Square Kilometre Array.